# Москера, Хаир
Хаир Москера Романа (англ. Jair Mosquera Romana; род. 5 февраля 1993 года, Истмина, Колумбия) — колумбийский футболист, вратарь клуба «Атлетико Хуниор».

## Клубная карьера
Москера начал карьеру в клубе «Барранкилья». 2 сентября 2012 года в матче против «Университарио Попаян» он дебютировал в колумбийской Примере B. В 2015 году Хаир перешёл в «Атлетико Хуниор». В том же году он стал обладателем Кубка Колумбии в составе нового клуба. 6 марта 2016 года в поединке против «Рионегро Агилас» Москера дебютировал в Кубке Мустанга, заменив во втором тайме травмированного Хосе Луиса Чунга.

## Международная карьера
В 2013 году в составе молодёжной сборной Колумбии Москера выиграл молодёжном чемпионате Южной Америки в Аргентине. На турнире он
был запасным и на поле не вышел. Летом того же года Хаир принял участие в молодёжном чемпионате мира в Турции, но и там был запасным вратарём.

## Достижения
Командные
 «Атлетико Хуниор»
- Обладатель Кубка Колумбии —2015

Международные
 Колумбия (до 20)
- Чемпионат Южной Америки по футболу среди молодёжных команд — 2013